# 山本雅男
山本 雅男（やまもと まさお、1950年7月25日 - ）は、日本のイギリス文化史学、日本大学藝術学部文芸学科教授。

## 来歴
茨城県生まれ。1974年中央大学文学部哲学科卒業。1980年日本大学大学院文学研究科博士課程満期退学。静岡県立大学国際関係学部助教授、1997年日本大学藝術学部助教授、2002年教授。
主な関心・研究領域は、イギリス文化の諸現象、あるいは日英の比較を通した文化の現象と基層を貫く基本的構造の分析。それらを通して、近代文化を批判的に考察し、文化基礎論の構築を目指す新たな視点を模索している。競馬関連の著書もある。

## 著書
- 『ヨーロッパ「近代」の終焉』講談社現代新書 1992
- 『ダービー卿のイギリス　競馬の国のジェントルマン精神』PHP新書 1997
- 『競馬の文化誌　イギリス近代競馬のなりたち』松柏社 2005
- 『近代文化の終焉　「人・モノ・情報」を見る眼』彩流社 2012
- 『イギリス文化と近代競馬』彩流社 2013 フィギュール彩

共著
- 『記号としてのイギリス』田口孝夫共著 南雲堂 1989

## 訳書
- 『同性愛の社会史　イギリス・ルネサンス』（田口孝夫共訳）アラン・ブレイ 　彩流社 1993
- 『倫敦路地裏犯科帳―イギリス裏社会と怪盗』ジャック・シェパード　東洋書林 1999
- 『英国競馬事典』レイ・ヴァンプルー、ジョイス・ケイ　競馬国際交流協会　2008
- 『トルコ軍艦エルトゥールル号の海難』オメル・エルトゥール（植月惠一郎、久保陽子と共訳）　彩流社　2015

## 受賞
- 1997年 JRA賞馬事文化賞 （『ダービー卿のイギリス』）